# 沙泉 (亞利桑那州可可尼諾縣)
沙泉（英語：Sand Springs）是位於美國亞利桑那州可可尼諾縣的一個非建制地區。該地的面積和人口皆未知。

## 地理
沙泉的座標為35°43′08″N 110°56′00″W / 35.71889°N 110.93333°W，而該地的平均海拔高度為1574米（即5154英尺）。